# コチョウザメ
コチョウザメ (小蝶鮫、Acipenser ruthenus) は、ユーラシア大陸に生息する比較的小型のチョウザメである。黒海・アゾフ海・カスピ海に注ぐ大河と、オビ川からエニセイ川までのシベリアの河川に生息する。降海性の個体群は絶滅しており、現在は河川回遊性の個体群のみが生存している。
肉、キャビア、アイシングラス等を得るために乱獲されたことや汚染等のため数は減っており、国際自然保護連合では絶滅危惧種と位置付けている。保護プロジェクトが進行しており、自然分布域以外の地域にも導入されているが、自立するところまでは行っていない。今日では、国際的な取引の大部分は養殖されたものである。

## 形態
最大で体重16kg、全長125cmに達するが、通常は40cm程度である。体色は様々であるが、腹の側面は通常は黄色である。ヨーロッパに生息する他のチョウザメとは、非常に数多くある側面の白い鱗甲、房のついたひげ、細長い吻等によって区別される。

## 生態

### 餌
主な餌は底生性の生物であり、甲殻類、蠕虫、昆虫の幼虫等を食べる。

### 寿命
寿命は、22年から25年に達する。

### 性成熟
雄は3-5歳、雌は5-8歳で性成熟するが、シベリアの個体群はこれより成長に時間がかかり、雄は7-9歳、雌は9-12歳で性成熟する。

### 繁殖
産卵期間は4月中旬-5月末から6月初め。産卵には、12-17℃の温度が好まれる。メスは、1万5000個から4万4000個の卵を産む。

## 利用

### 観賞

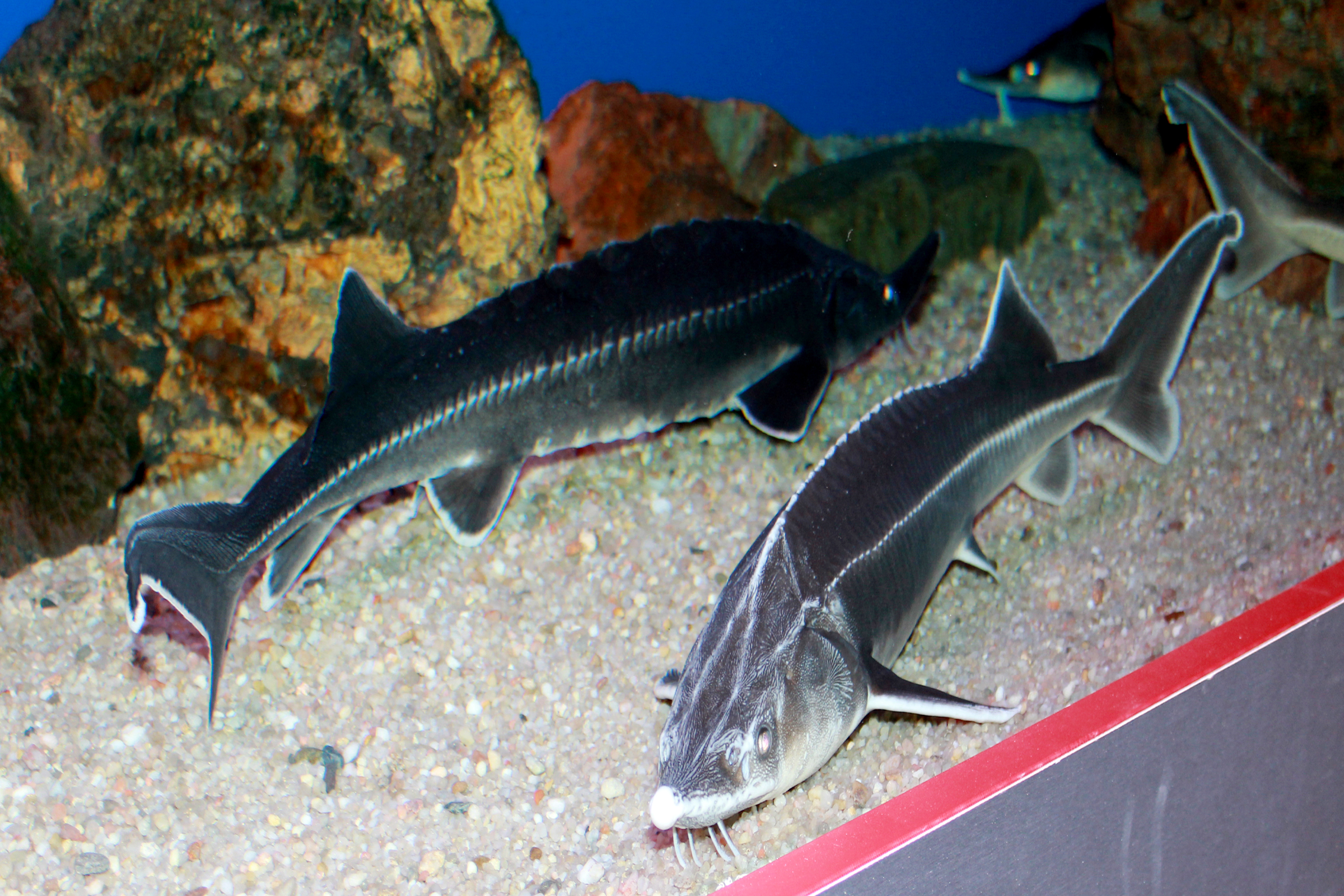
プラハでのコチョウザメの展示

コチョウザメの飼育には、比較的広い池と良い水質を必要とする。コチョウザメは市販の魚の餌に含まれる植物性タンパク質を消化できないため、特別な餌を必要とする。

### 食用

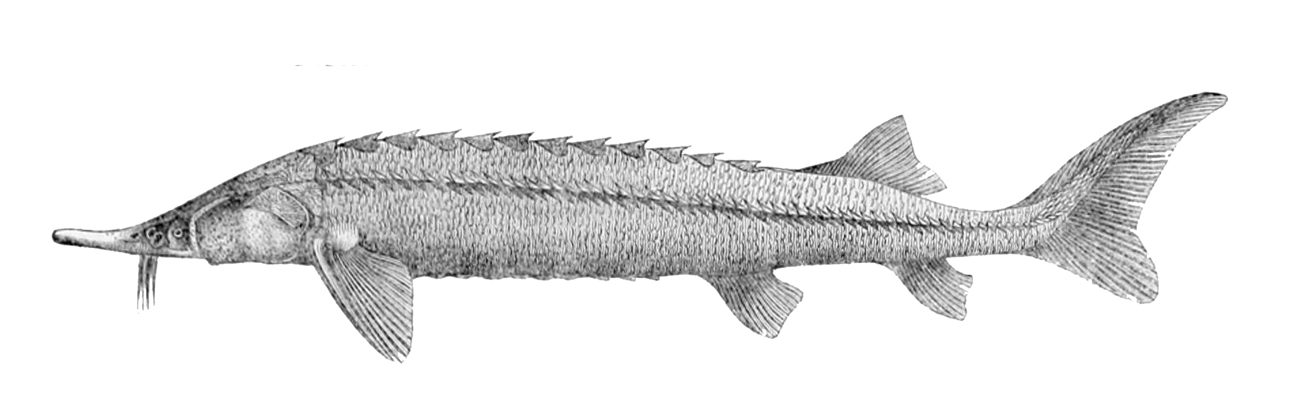

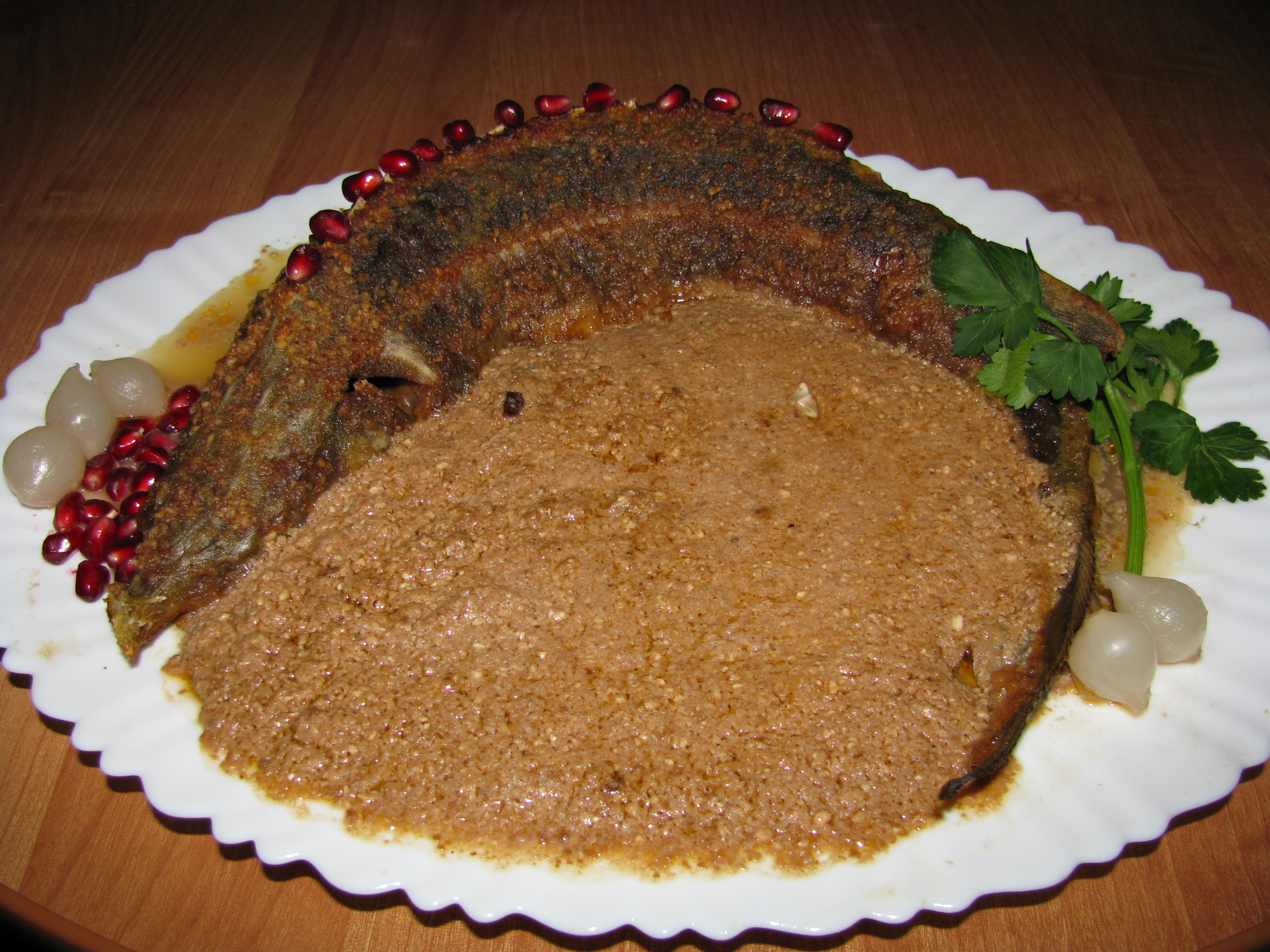
サツィヴィとコチョウザメ

肉質が良いことやキャビアやアイシングラスを取れることから、ロシアでは食物として重用されている。